# Big Apple
Big Apple je nadimak za New York City, jedan od najpoznatijih gradova u Sjedinjenim Američkim Državama, ali i u svijetu. Osim naziva Big Apple ili Velika Jabuka, New York City ima još nekoliko naziva po kojima je poznat u svijetu, kao npr. Grad koji nikad ne spava i Glavni grad svijeta.

## Vanjske poveznice
- Why Is New York City Called „The Big Apple“?  Arhivirana inačica izvorne stranice od 24. svibnja 2011. (Wayback Machine) (engl.)
- Ausführliche Informationen zum Begriff „Big Apple“ (engl.)